# 忘れえぬ慕情 (1956年の映画)
『忘れえぬ慕情』（わすれえぬぼじょう、フランス語: Typhon sur Nagasaki）は、1956年の日本・フランス合作の恋愛映画。監督はイヴ・シャンピ、出演は岸恵子、ダニエル・ダリュー、ジャン・マレーなど。長崎を舞台にした日仏スター共演による悲恋物語である。『忘れえぬ慕情 Printemps à Nagasaki』のタイトル表記もある。イーストマン・カラーによるカラー作品。

## ストーリー
長崎の造船所に赴任して来たフランス人技師ピエール・マルサックは、呉服屋の女主人・乃里子と出会い、2人は愛し合う。そんなある日、ピエールの元恋人フランソワーズが取材のために長崎にやって来る。乃里子を愛しつつも、フランソワーズが忘れられないピエールは、大阪出張について来たフランソワーズと、乃里子に嘘をついて2人切りで過ごす。しかし、フランソワーズのために誂えた呉服をホテルに届けた際にフランソワーズが大阪に行ったことを知っていた乃里子はピエールの嘘に気付いていた。
長崎に戻ったピエールに乃里子は別れを告げる。フランソワーズとよりを戻した形になったピエールだったが、自分のキャリアを捨ててでもピエールとともにいたいというフランソワーズに戸惑う。そこに巨大台風が長崎を襲う。フランソワーズと避難所に避難したピエールは乃里子の身を案じ、引き止めるフランソワーズを残して、乃里子の家に向かう。激しい暴風雨の中をやっとの思いで乃里子の家にたどり着いたピエールを乃里子は受け入れ、2人は改めて愛を確認しあう。ところが乃里子は崩れ落ちて来た梁の下敷きとなり、ピエールの腕の中で亡くなる。
ピエールは愛する乃里子との想い出の地・長崎に留まることを決め、フランソワーズはフランスに帰る。

## キャスト
櫻井乃里子 - 岸恵子
呉服屋の女主人。かつてはフランス文学を学んでいた。
亡くなった両親に代わって店を切り盛りし、妹と弟の面倒をみている。
フランソワーズ・ファーブル - ダニエル・ダリュー
フランス人女流作家。
ピエール・マルサック - ジャン・マレー
長崎の造船所に赴任して来たフランス人技師。
カルル・リッテル - ゲルト・フレーベ
乃里子のフランス語教師。ドイツ系スイス人。元柔道選手。
妻は慶子。慶子の実家である日本家屋で日本式の暮らしをしている。
堀 - 山村聡
造船所の技師長。フランス語が堪能でピエールの話し相手。
櫻井冴子 - 野添ひとみ
乃里子の妹。結婚間近。
慶子・リッテル - 浅茅しのぶ
リッテルの妻。乃里子の友人。
藤田 - 浦辺粂子
乃里子の店で乃里子の親の代から働く女性。
- 関千恵子
- 木田勝二
- 桂小金治
- 山本和子
- 森川まさみ
- 加賀ちか子
- 葵やよひ
- 宝とも子

## エピソード
本作がきっかけとなり、1957年にイヴ・シャンピ監督と岸恵子が結婚した（1975年に離婚）。
撮影はすべて日本で行われ、そのためダニエル・ダリューは1956年（昭和31年）3月30日、午後11時5分東京国際空港（羽田空港）着のエールフランス機で来日。空港では岸惠子や城戸四郎松竹社長らが出迎えた。それから約3か月間滞在し、小田原などでロケをして7月11日、全撮影を終え離日。製作費は当時の4億8千万円。

## 受賞歴
- 「日本映画技術賞 特殊技術賞」 - 川上景司